# Padula
Padula là một đô thị (comune) thuộc tỉnh Salerno trong vùng Campania của Ý. Padula có diện tích 66,44 km2, dân số là 5317 người (thời điểm 2019). Thị trấn cách tỉnh lỵ Salerno 100 km về phía đông nam. Phần lớn thị trấn nằm trên đồi cao 698 mét trên mực nước biển.